# 东湖宾馆 (上海)
东湖宾馆是位於中華人民共和國上海市徐匯區東湖路的一群建築，為8幢不同風格的建築，共分為3處，1棟位於東湖路7號，稱為新樓或副樓，6棟位於東湖路70號，稱為主樓，1棟是靠近淮海中路的大公館。东湖宾馆前身是杜月笙建造的公館，其中主樓的1號樓和2號樓建於1934年。1949年後被收歸國有。